# Martha Wayne (personaje)
Martha Wayne (de soltera Kane) es un personaje ficticio que aparece en los cómics estadounidenses publicados por DC Comics, comúnmente en asociación con el superhéroe Batman. Ella es la madre de Bruce Wayne, el futuro Batman y esposa del Dr. Thomas Wayne, así como la abuela paterna de Damian Wayne. Después de que ella y su esposo son asesinados en un robo callejero, su hijo se inspira para luchar contra el crimen como el vigilante Batman.
Como figura clave en la historia del origen de Batman , Martha Wayne ha aparecido en múltiples formas de medios. Las representaciones notables del personaje en acción real incluyen a Sara Stewart en Batman Begins (2005), Lauren Cohan en Batman v Superman: Dawn of Justice (2016), Carrie Louise Putrello en Joker (2019) y Stella Stocker en The Batman (2022). Emma Paetz también la interpreta en un papel principal en la serie de televisión Pennyworth.

## Antecedentes
Martha Wayne apareció por primera vez en Detective Comics # 33 (noviembre de 1939) en una historia de Bob Kane y Bill Finger que detallaba el origen de Batman. Inicialmente poco más que un cifrado cuya muerte inspiró a su heroico hijo, los cómics posteriores ampliarían su historia.
Nacida como Martha Kane (un apellido de soltera en homenaje al cocreador Bob Kane), Martha era la heredera de la fortuna de Químicos Kane y miembro de una de las familias más ricas de Gotham City. Se ha revelado que está relacionada con Jacob Kane, su hija Kate Kane (Batwoman) en Detective Comics # 934, y Bette Kane (Flamebird) en Batwoman # 25. A pesar de su origen irlandés-católico, en su juventud, Martha tenía fama de fiestera, socialité y debutante, frecuentando todos los clubes de campo, clubes nocturnos y veladas más prestigiosos. También tenía una conciencia social desarrollada y a menudo usaba la riqueza y el estatus de su familia para defender causas y organizaciones benéficas.
Como se revela en la miniserie Batman: Familia de John Francis Moore, la amiga más cercana de Martha en esos días era la mujer Celia Kazantkakis. Ambas eran famosas por su belleza, que llamó la atención de un gánster llamado Denholm. Martha salió con Denholm por un tiempo antes de conocer a Thomas Wayne, aunque ella no estaba al tanto de su verdadera naturaleza en ese momento. Celia, que había tenido tratos anteriores con Denholm, se volvió muy protectora con su amiga y conspiró para sacar a este matón de su vida. En el proceso, salió a la luz por qué Celia estaba familiarizado con él. Resultó que Celia era una delincuente y había estado malversando dinero de un orfanato que era una de las organizaciones benéficas de Martha. Intentó ocultar la evidencia de esto prendiendo fuego al edificio, pero Martha descubrió su duplicidad. Antes de que Celia partiera hacia la casa de su familia en Grecia, Martha amenazó con exponerla si alguna vez regresaba a Gotham. Celia volvería a Gotham muchos años después como "Atenea", la líder de un cartel criminal. De esta forma, intentó organizar un golpe de Empresas Wayne, hasta que Batman descubrió la verdadera naturaleza de la historia de su madre con Celia y la derrotó.
Poco después de la partida de Celia, Martha conoció y se enamoró del destacado médico y filántropo, Dr. Thomas Wayne. Se casaron poco después y Martha finalmente dio a luz a su hijo Bruce Wayne.

### Asesinato
Cuando Bruce Wayne tenía ocho años, sus padres lo llevaron a la proyección de una película del Zorro en un cine en Park Row de Gotham. Al regresar al auto por un callejón, se encontraron con un hombre armado solitario, que intentó robar el collar de perlas de Martha Wayne, un regalo de aniversario de Thomas. En la lucha que siguió, el ladrón mató a tiros a ambos Waynes (versiones posteriores de la historia afirmaron que solo Thomas recibió un disparo; Martha murió en cambio por el "impacto" de su asesinato debido a que tenía un corazón débil. Este retcon finalmente se deshizo, con Martha nuevamente asesinada a tiros con Thomas). A raíz de esta tragedia, Park Row recibió el sobrenombre de "Callejón del crimen".
La identidad del asesino de los Waynes ha variado a través de diferentes versiones de la historia de Batman. Inicialmente, se decía que era el criminal Joe Chill. Los relatos posteriores afirmarían que Chill había sido contratado por el gánster Lew Moxon, un enemigo de Thomas Wayne, y se le había dicho que hiciera que los asesinatos parecieran un robo. Después de la serie Hora Cero, que alteró la historia de DC Comics, esta interpretación fue abandonada a favor de que la muerte de los Waynes fueran un crimen callejero al azar. Se pensaba que el asesino nunca había sido atrapado, lo que se sumaba a la tragedia y la universalidad del origen de Batman. Después de los nuevos ajustes de continuidad de la miniserie Crisis infinita, DC ha vuelto una vez más a la interpretación de Joe Chill.
Desde su muerte, Martha Wayne solo ha aparecido en la serie de Batman en flashback y ocasionalmente en experiencias extracorporales o alucinaciones. Su aparición más significativa en esta última categoría es en la miniserie Batman: Death and the Maidens de Greg Rucka. En esta historia, Batman ingiere un elixir que le dio su enemigo Ra's al Ghul y cree que está conversando con sus padres muertos. Martha es representada aquí como una mujer hermosa cuyo rostro está manchado por una herida de bala sangrante, lo que sugiere que Bruce la recuerda de esta manera porque se ha "centrado" en su muerte en lugar de en su vida, la herida desaparece después de que ella lo obliga a reconocer que problema. Martha desaprueba fuertemente la cruzada disfrazada de su hijo, temiendo que haya desperdiciado su oportunidad de ser feliz, aunque su esposo señala que desaprueban lo que le ha costado ser Batman a Bruce en lugar de desaprobar al propio Batman. Cuando ella y Thomas se van, le aseguran a Bruce que el hecho de que el paso del tiempo haya disminuido su dolor no significa que ya no se preocupe por ellos y, como resultado, Bruce es capaz de aceptar que es Batman porque elige hacerlo, ser, no porque tenga que serlo.
En las historias de Batman de Jeph Loeb, Bruce se siente responsable del asesinato de sus padres porque le aconsejó a Martha que usara el infame collar de perlas la noche en que fue asesinada. Si no lo hubiera usado, el atracador no los habría matado, o incluso se habría sentido atraído por ellos. En La muerte y las doncellas afirma que las perlas eran falsas y que no se habría puesto unas reales simplemente para ir al teatro. Como esta experiencia puede haber sido simplemente una alucinación, se desconoce si esto es cierto o no.

### Supuesta doble vida
Otro misterio sobre el destino final de Martha Wayne se revela en la historia de Batman R.I.P., donde se revela que los Kane contrataron a un detective para merodear por las circunstancias de su muerte, siempre sospechando que Thomas Wayne se casó con ella por su dinero.
Muchos años después, el detective contratado por los Kanes le presenta al Comisionado Gordon un expediente que describe a Martha como una mujer indefensa y frágil enganchada a las drogas por un esposo abusivo, que con frecuencia se entregaba a orgías y aventuras extramatrimoniales, tomando a Alfred Pennyworth como su amante. Sin embargo, el villano Simon Hurt, líder de la camarilla de Black Glove, decidido a vengarse de Batman, admite que las historias y las supuestas pruebas son ingeniosas falsificaciones diseñadas para romper a Batman.

### Calles de Gotham
En la serie Streets of Gotham, la historia de Martha Wayne como mujer joven fue revisada y desarrollada más.
Después de que un mafioso llamado Judson Pierce engañara a su padre con un turbio acuerdo de inversión, que agotó la fortuna de Kane y lo hizo sufrir un ataque cardíaco fatal, Martha se involucró en obras de caridad centradas en los ciudadanos más pobres de Gotham. Uno de sus principales proyectos fue recaudar apoyo para la clínica gratuita fundada en los suburbios de Gotham por la doctora Leslie Thompkins.
Durante un intento de solicitar el apoyo de la élite de Gotham, tuvo su primer encuentro con Thomas Wayne. Además de ser un cirujano muy respetado, Thomas también era un playboy infame y un fiestero. Afirmó esta reputación al estar extremadamente borracho en público y vomitar en los zapatos de Martha, lo que hizo que ella se fuera enfadada a pesar de sus disculpas.
La clínica de Leslie también se convirtió en un nuevo objetivo para Judson Pierce después de que la considerara un punto clave para hacerse cargo del vecindario circundante. Pierce intentó aprovecharse de la pobreza de Martha ofreciendo dinero en efectivo para cerrar la instalación. Martha aceptó el dinero de Pierce, pero lo presentó como una donación para mantener la clínica en funcionamiento. Enfurecido, Pierce arregló el asesinato de Martha y Leslie.
Martha conoció a Thomas Wayne por segunda vez después de que Alfred lo llevara a la clínica para que pudiera disculparse nuevamente. Sin embargo, esa misma noche, los sicarios de Pierce también decidieron hacer su movimiento. Alfred pudo someter a los asaltantes, pero no antes de que Leslie sufriera una herida de bala menor. Mientras Leslie se recuperaba de su lesión, Thomas se ofreció como voluntario para trabajar en la clínica junto a Martha. Thomas se contentó con el trabajo allí y no pasó mucho tiempo antes de que Thomas y Martha se involucraran románticamente. Cuando Leslie regresó al trabajo, Thomas se convirtió en patrocinador oficial de la clínica y utilizó sus vastos recursos para mantenerla en funcionamiento. Thomas también se distanció de su pasado hedonista, citando a Martha como su inspiración para cambiar.

### The New 52
En septiembre de 2011, The New 52 reinició la continuidad de DC. En esta nueva línea de tiempo, Martha Wayne es vista como una madre buena y decidida preocupada por el futuro de su hijo y también por el futuro de los hijos de Gotham. Se afirma que mientras Bruce tenía tres años, Martha estaba embarazada de un segundo hijo llamado Thomas Wayne Jr. Debido a un accidente orquestado por la Corte de los Búhos, el niño nació prematuramente y supuestamente fue enviado al Asilo de Willowwood para curarse. Después del asesinato de Thomas y Martha, el asilo dejó de recibir la financiación adecuada y el personal comenzó a abusar de los niños a su cargo. En algún momento, la Corte de los Búhos ofrece a un niño que posiblemente sea Thomas Jr. para que se convierta en parte de ellos y asciende en las filas de Gotham con la falsa identidad de un rico miembro de la alta sociedad y candidato a alcalde de Gotham, llamado Lincoln March. Thomas Jr. / Lincoln responsabiliza directamente a Bruce de los asesinatos de sus padres y de la vida por la que pasó, y tiene un ardiente deseo de venganza contra su hermano. No se ha resuelto si Lincoln es realmente el hermano de Bruce o una estratagema establecida por la Corte de los Búhos para enlistarlo en sus filas, y Bruce reconoce que la evidencia a favor de que March es Thomas Jr. tiene sentido, pero está seguro de que sus padres le habrían dicho si él tenía un hermano, los registros indican que Thomas Jr. murió doce horas después de su nacimiento, incluso si otro niño fue admitido en el orfanato con lesiones similares a las que Thomas Jr. habría sufrido.

## Otras versiones

### Superman: hijo rojo
En Superman: hijo rojo de Mark Millar, Martha y su marido son manifestantes anticomunistas en la Unión Soviética. Son ejecutados por la NKVD bajo el mando del comisario Pyotr Roslov, lo que lleva a su hijo a prometer derrocar al Partido Comunista de la Unión Soviética.

### Batman: Dinastía del Caballero de la Noche
En Batman: Dark Knight Dynasty, Thomas y Martha se salvan de la muerte cuando 'Valentin Sinclair' - realmente como Vándalo Salvaje, un hombre que desde hace mucho tiempo siente interés y admiración por la familia Wayne a pesar del hecho de que a menudo terminan oponiéndose a él cuando se enteran de sus planes: asustó a Joe Chill, Sinclair se convirtió en socio de Empresas Wayne, solo para que Sinclair hacer que los maten cuando amenacen con exponer su plan de desviar un meteoro que le dio sus poderes de regreso a la Tierra para que pueda estudiarlo. Sus muertes, provocadas por el secuaz Scarecrone que induce al miedo de Sinclair, lo que hace que recuerden el atraco, lo que los lleva a huir de Chill saliendo corriendo de su balcón, llevan a Bruce a convertirse en Batman para investigar, Gordon ha escrito sus muertes como un accidente y Bruce no está dispuesto a hacerlo de investigar como él mismo debido al riesgo para su nueva esposa, Julie Madison.

### Flashpoint
El universo alternativo Flashpoint, la versión de Martha Wayne es el Joker (e incluso se asemeja a la interpretación de Heath Ledger como se ve en The Dark Knight). Después de que Bruce Wayne es asesinado a tiros por Joe Chill, Martha no puede hacer frente a su pérdida, por lo que se abre las mejillas para crear una sonrisa falsa.
Como Joker, ella es la némesis de Batman y usa a Yo-Yo como secuaz. Secuestra al hijo y a la hija de Harvey Dent. Joker mata a James Gordon después de que ella engaña a Gordon para que le dispare a la hija de Harvey (disfrazada de Joker). Después de que el hijo y la hija de Dent se salvan, Batman se enfrenta a Joker sobre la muerte de su hijo. Como Batman conoció recientemente a Barry Allen, Martha descubre que hay una manera de reescribir la historia donde Bruce vivirá aunque ellos mueran. Al darse cuenta de que su hijo será Batman en esa línea de tiempo, Martha huye horrorizada y cae a la muerte en las cavernas debajo de la Mansión Wayne.

### Planetary
En un universo alternativo gobernado por la tiránica organización 'Planetary', Martha y su esposo eran parte de una improvisada 'Liga de la Justicia', una célula clandestina que intentaba rebelarse. Fueron asesinados por Elijah Snow.

### Tierra Uno
En la novela gráfica Batman:Tierra uno, el apellido de soltera de Martha era Arkham en lugar de Kane en esta continuidad alternativa. El padre de Martha fue asesinado por su madre cuando ella tenía doce años, lo que dejó a su familia con una serie de escándalos, incluido el rumor de que el linaje de Arkham está perentoriamente loco. Martha era directora de campaña de la campaña de alcalde de su marido contra Oswald Cobblepot. Cobblepot había planeado que un policía corrupto, Jacob Weaver, asesinara a Thomas, pero un asaltante llegó primero a su familia y la mató a ella y a su esposo, dejando a Bruce huérfano.

### Santo Terror
En la novela de Elseworlds Batman: Holy Terror, Martha trabaja con Thomas y otros profesionales médicos en una clínica clandestina que trata a las víctimas de la teocracia religiosa que gobierna la mayor parte del planeta. En un ejemplo, ella toma nota de un hombre que había sido torturado para intentar cambiar su homosexualidad.

### Los nuevos 52: Tierra 3
La contraparte de Martha Wayne en Tierra-3 aparece en Forever Evil. En el universo alternativo revisado de Earth 3 de "The New 52", todos los personajes del universo principal tienen contrapartes correspondientes, aunque estas contrapartes son una versión más oscura o completamente malvada del personaje. Martha es la madre abusiva y sádica de Owlman, en contraste con la madre de Batman, que es una mujer amable que luchó contra el abuso infantil y la corrupción. Martha culpa al fetiche quirúrgico de su marido por los enormes gastos de la familia, a pesar de que ella misma se entrega con frecuencia a la fortuna familiar. Owlman orquesta el asesinato de sus padres con el Alfred de la Tierra 3. Más tarde, Owlman se pregunta por qué Batman dedicaría su vida a vengar la muerte de sus padres.

### DC Comics Bombshells
En la apertura del primer número del cómic DC Comics Bombshells, ambientado en una historia alternativa de 1940, las vidas de Martha y Thomas Wayne son salvadas por una Batwoman ya existente.

## En otros medios

### Televisión

#### Acción en vivo
- Martha Wayne aparece en la serie de Fox TV Gotham, interpretada por la actriz Brette Taylor. El asesinato de ella y Thomas Wayne es el foco principal de la primera temporada del programa.[8] Su asesinato se vio por primera vez en el episodio piloto en el que son abatidos a tiros por un hombre enmascarado con zapatos brillantes. Este asesinato fue presenciado por Selina Kyle. El episodio "Ace Chemicals" reveló que Jeremiah Valeska había secuestrado a un esposo y una esposa que tenían la misma estructura ósea y constitución que Thomas y Martha Wayne, donde hizo que el Sombrerero Loco los hipnotizara y un médico que trabajaba para él les hiciera una cirugía plástica. Esto es parte del complot de Jeremiah para recrear la noche en que Thomas y Martha Wayne fueron asesinados. En lo que respecta al asesinato en el callejón, Jeremiah ya había matado a los dobles después de que cumplieron su propósito y los reemplazó con un lavado de cerebro a James Gordon y Leslie Thompkins con la hipnosis terminando cuando las perlas cayeron al suelo tras su muerte. Este intento de asesinato fue frustrado por Selina Kyle.
- Aparece una foto de Martha en la Mansión Wayne en Titanes.
- Emma Paetz interpreta a Martha Kane en la serie precuela Pennyworth como parte del elenco principal.[9]

#### Animación
- Martha Wayne aparece en el episodio "The Fear" de The Super Powers Team: Galactic Guardians, con la voz de Lucy Lee. Ella está representada en una secuencia de flashback que fue la primera representación del origen de Batman fuera de DC Comics.
- Se hace referencia a Martha Wayne en The Batman. Martha es asesinada con Thomas Wayne después de ver la película The Cloaked Rider con su hijo, pero el pistolero nunca es atrapado. En el episodio "The Big Chill", Bruce Wayne tiene una pesadilla en la que ella y Thomas son asesinados por Victor Fries. En el episodio "Artefactos" (ambientado en un futuro lejano), los arqueólogos creen erróneamente que Martha fue Batwoman mientras que su esposo era Batman y su hijo era el Robin Rojo.
- Martha Wayne aparece en Batman: The Brave and the Bold, con la voz de Pat Musick (en "Dawn of the Deadman!") y de Julie Newmar (en "Chill of the Night!").[10] Ella aparece como un fantasma en el episodio "Dawn of the Deadman!". El personaje tiene un papel más central en el episodio "Chill of the Night!", donde Phantom Stranger lleva a Batman al pasado a una fiesta de disfraces a la que Martha y Thomas Wayne asistieron. Martha (vestida con un disfraz de mariposa) es abrazada por Batman. Cuando Lew Moxon retiene a Martha como rehén, Batman y Thomas se unen para luchar y derrotar a la banda de ladrones, por lo que Batman se entera de nueva información sobre el asesinato de Martha y Thomas.
- Martha Wayne aparece en Beware the Batman. En el episodio "Monsters", Martha aparece en una secuencia de flashback donde ella y su esposo son asesinados a tiros frente a Bruce Wayne.
- Martha Wayne aparece en los cómics en movimiento de Batman Blanco y Negro, con la voz de Janyse Jaud.[10]

#### Universo animado de DC
- Martha Wayne apareció en Batman: la serie animada, con la voz de Adrienne Barbeau (en "Perchance to Dream" [aunque sin acreditar]). En esta versión, Martha y su esposo Thomas Wayne son asesinados en Crime Alley por un asesino no identificado. El asesinato solo se alude ocasionalmente a través de pesadillas. En el episodio "Sueños en la oscuridad", Batman es drogado con la toxina del miedo del Espantapájaros y ve a sus padres a caminar hacia un túnel, luego corre hacia ellos, diciéndoles que se detengan. Entran en el túnel, que se revela como el cañón de una pistola gigante, chorreando sangre. Batman grita mientras el mundo se blanquea de blanco y se escucha un fuerte disparo. En el episodio "Two-Face", en una pesadilla mientras Martha y Thomas también miran. En el episodio "Perchance to Dream", Martha se ve brevemente viva en la secuencia de sueños del Sombrerero Loco. La serie también hace uso del motivo de la rosa que las películas Batman y Batman Forever asocian con el asesinato. Bruce Wayne deja rosas en el lugar del asesinato de sus padres en el aniversario del evento (como se hace de manera similar en los cómics).
- Martha Wayne tiene un cameo sin voz en Liga de la Justicia Ilimitada. En el episodio "Para el Hombre que lo tiene todo", Batman experimenta una alucinación a través de una planta extraterrestre a la que Martha y su hijo ven a su esposo luchando contra Joe Chill, pero finalmente regresa la verdadera memoria.

### Película

#### Acción en vivo

##### Batman(serie de películas de 1989)
- Martha Wayne (acreditada como "Sra. Wayne") apareció en la película Batman de Tim Burton de 1989, retratada en flashback por Sharon Holm. En esta versión, ella y su esposo son asesinados por Jack Napier, cuando son emboscados en un callejón por la pandilla del gánster.
- Martha Wayne apareció en Batman Forever de Joel Schumacher, interpretada por Eileen Seeley en un flashback.

##### Trilogía de The Dark Knight
- Sara Stewart interpretó a Martha Wayne en Batman Begins (2005). En esta versión, los Waynes son asesinados por Joe Chill después de salir de la ópera Mefistofele y después de que los artistas parecidos a murciélagos asusten a su hijo debido a un fuerte miedo a los murciélagos.
- En The Dark Knight Rises (2012), Selina Kyle roba el collar de perlas de Martha Wayne, lo que lleva a Bruce Wayne a rastrear al ladrón. Bruce finalmente le reclama a Selina el collar de Martha, pero esto solo incita a Selina a robar el auto de Bruce en venganza. Al final de la película, las perlas se ven en el cuello de Selina, lo que implica que Bruce debe haberle dado la posesión de su madre a Selina.

##### Universo extendido de DC
- Lauren Cohan interpreta a Martha Wayne en la película de 2016 Batman v Superman: Dawn of Justice. Durante los créditos iniciales, Martha trató de luchar contra el asaltante después de que le dispararan a Thomas para proteger a su hijo solo para que ella misma muriera. La pistola del asaltante se atasca en su collar de perlas y su retroceso daña el collar. Antes de morir, su esposo grita su nombre después de ver su cadáver. Cuando Batman y Superman chocan debido a las manipulaciones de Lex Luthor, Batman perdona a Superman cuando Superman le pide a Batman que "salve a Martha" debido a los recuerdos de su propia madre y Lois Lane mencionando que la madre de Superman también se llama Martha.

##### DC Black
- Carrie Louise Putrello interpreta al personaje de la película de acción real Joker que se desarrolla fuera del DCEU.

#### Animación
- Martha Wayne aparece en un retrato que se muestra varias veces en Batman: la máscara del fantasma con su esposo Thomas Wayne. La película trata sobre la oportunidad de Bruce Wayne de tener una vida feliz siendo Batman y la lucha con la posibilidad de romper la promesa autoimpuesta a sus padres. Cuando esta oportunidad es aplastada, la película corta al retrato antes de recortar la primera vez que Batman se pone la capa y la capucha.
- Se hace referencia a Martha Wayne varias veces en The Batman vs. Drácula junto a Thomas Wayne.
- Martha Wayne aparece en la antología animada directa en DVD Batman: Gotham Knight, con la voz de Andrea Romano.[10] Ella aparece en un breve flashback que se muestra en la apertura del segmento final "Deadshot" visto gritando antes de recibir un disparo.
- La iteración Flashpoint de Joker tiene un cameo en Justice League: The Flashpoint Paradox, con la voz de Grey DeLisle (aunque sin acreditar). En la línea de tiempo distorsionada de Flashpoint, Martha Wayne pierde la cabeza después de la muerte de su hijo; La "sonrisa de Joker" de Martha fue de la sangre de su hijo mientras su dolor se convierte en una risa loca. Batman luego pelea contra Yo-Yo por el paradero del Joker y también compara la psicosis trastornada de Eobard Thawne con la locura del Joker.
- En The Lego Batman Movie, se ve una foto de Martha Wayne, Thomas Wayne y un joven Bruce Wayne cuando Bruce habla con sus padres muertos frente a la imagen y dice que salvó a Gotham City nuevamente.
- Martha Wayne aparece en DC Super Heroes vs. Eagle Talon, con la voz de Asa Ueno.[11]
- Martha Wayne aparece brevemente en un flashback de Justice League Dark: Apokolips War.

### Videojuegos
- Martha Wayne aparece en Batman: Dark Tomorrow, con la voz de Erin Quinn Purcell.
- Martha Wayne aparece en flashbacks en Batman: The Telltale Series, con la voz de Lorri Holt.[10] En la continuidad del juego, su esposo Thomas Wayne tenía vínculos criminales con Carmine Falcone y Hamilton Hill, actuando como blanqueador del dinero del grupo. Tomaron gran parte de su poder en Gotham al enviar a los que se interponían en su camino al Arkham Asylum, inyectándolos con un químico inductor de psicosis para volverlos locos. El nivel de participación de Martha en las actividades delictivas de Thomas no está claro. Una vez que descubrió el alcance total de sus crímenes, se sintió disgustada y decidió reunir pruebas suficientes para que Thomas fuera encarcelado. La alcaldesa Hill descubrió su plan y envió a Joe Chill para matarla a ella y a Thomas.

#### Batman Arkham
Martha Wayne aparece en la serie Batman: Arkham, donde Tasia Valenza y Andrea Deck le dan voz.
- En Batman: Arkham Asylum, bajo la influencia de la toxina del miedo del Espantapájaros, Batman experimenta flashbacks del asesinato de sus padres. Un banco en Arkham Asylum dedicado a Martha (y Thomas Wayne) es la respuesta a uno de los acertijos de Riddler que lleva a la biografía desbloqueable de Thomas y Martha.
- En Batman: Arkham City, el Teatro Monarch (el sitio de los asesinatos) aparece en Arkham City. Detrás del edificio está el contorno de tiza de los cuerpos de Thomas Wayne y Martha con un ramo de flores y la cinta de Hugo Strange con un mensaje burlón junto a los contornos. El jugador tiene la opción de presentar sus respetos haciendo que Batman se arrodille junto a los contornos de ambos. Los contornos de tiza duraron tantos años, aunque está implícito en el mensaje de que Strange fue quien organizó el escenario para atormentar a Batman. Más tarde, mientras sucumbe al veneno del Joker, Batman tiene una alucinación fuera del templo de la Liga de Asesinos en el que su madre apareció parada dentro de un túnel para salir a la luz con ella.
- Se la alude en Batman: Arkham Origins. Tras la captura del Joker en el Hotel Royal, Batman tiene una visión de Crime Alley que muestra a Thomas Wayne y luego a Martha siendo asesinados a tiros por un atracador. El sitio de los asesinatos de Wayne se puede encontrar en Crime Alley de Park Row, detrás del Teatro Monarch. Los contornos de tiza de Martha y Thomas están presentes junto con una sola rosa. Durante una de las misiones de detective de Batman, el Caballero de la Noche tiene que investigar los asesinatos de dos conocidos en Crime Alley, a solo unos metros del contorno de tiza de sus padres. Mientras reconstruye el crimen con Detective Vision, si el jugador observa los contornos de tiza de los Waynes, sus cadáveres aparecerán por un breve momento.
- Se la alude una vez más en Batman: Arkham Knight. Primero como una alucinación de la toxina del miedo del Espantapájaros y también porque "Martha" es la contraseña de Batman para activar el "Protocolo Knightfall" que hizo que la Mansión Wayne se autodestruyera.
- Martha también aparece en Batman: Arkham VR.

### Novelas
- En la novela Batman: The Ultimate Evil de Andrew Vachss, como Bruce, no pudo permitir que el crimen de Gotham continuara sin cesar; luchó contra el abuso de los niños de Gotham y contra el tráfico de niños en todo el mundo. Dirigió una agencia de detección encubierta con la ayuda del comisionado Gordon y el mayordomo de la familia, Alfred; sus objetivos eran detener el abuso contra los niños, con la esperanza de que esos niños no crecieran para convertirse en abusadores y criminales. Al enterarse de la misión de su madre antes de la muerte, Batman obtuvo más inspiración y motivos para ayudar a los inocentes de Gotham. La novela sugiere que este fue el motivo del asesinato de la pareja Wayne.